# Winterhalder & Hofmeier
Winterhalder & Hofmeier war ein Hersteller von Uhren in Schwärzenbach, heute Stadtteil von Titisee-Neustadt, und Friedenweiler.
Die Firmengeschichte beginnt mit der Winterhalder Uhrenfabrik von 1810. Der Firmenname wurde 1850 durch die Firma Winterhalder & Hofmeier begründet und durch die M. Winterhalder & Hofmeier, Friedenweiler und Schwärzenbach, in Neustadt oHG von 1869 und die M. Winterhalder & Hofmeier GmbH von 1908 fortgeführt. Wegen ihrer Verwurzelung in Titisee-Neustadt und Umgebung wird Winterhalder & Hofmeier zu den Schwarzwälder Uhrenherstellern gezählt. Die Winterhalder & Hofmeier GmbH bestand bis 1933.

## Geschichte

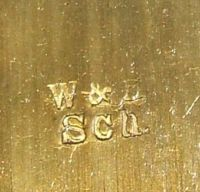
Initialen der Firma Winterhalder & Hofmeier aus Schwärzenbach, Schwarzwald auf der Rückseite ihrer Uhren

### Familienunternehmen
Die Firma Winterhalder Uhrenfabrik wurde 1810 durch Thomas Winterhalder gegründet. Dessen Großvater Nikolaus Winterhalder (1710–1743) baute bereits Schwarzwälder Uhren mit Holzrädern und Steingewichten. Im Jahr 1816 siedelte er sich mit seinen drei Söhnen Matthäus, Karl und Thomas in Friedenweiler im Alten Haus an, welches er zuvor vom Kloster erworben hatte. Die Werkstatt wurde 1830 durch Matthäus Winterhalder (1799–1863) übernommen. Um 1850 schloss er sich mit seinem Verwandten Johannes Hofmeier (1802–1876) aus Schwärzenbach zur Firma Winterhalder & Hofmeier zusammen, die Uhren wurden fortan mit W & H Sch signiert.
Die nächste Generation der Winterhalder, bestehend aus Anton, Karl, Thomas und Johannes, wandelte die Firma 1869 in eine offene Handelsgesellschaft um, die dritte Generation am 19. Dezember 1908 in eine GmbH. Die Teilhaber dieser Firma waren als Brüder oder Vettern miteinander verwandt. Sie belieferten Winterhalder & Hofmeier mit Uhrenteilen aus ihren eigenen selbständigen Uhrenfirmen. Die Firma beschäftigte zu dieser Zeit (inklusive Heimarbeiter) etwa 800 Mitarbeiter und machte einen Umsatz von einer Million Mark.

### Niedergang im Ersten Weltkrieg
Im Vorfeld des Ersten Weltkriegs stockten die Aufträge aus England, da dort ein Krieg mit Deutschland erwartet wurde. Linus Winterhalder konnte durch Verhandlungen in London erreichen, dass die Aufträge aus England weiter kamen. Sein Zugeständnis war, dass das Zahlungsziel von einem Monat auf ein Vierteljahr verlängert wurde. Bei Kriegsausbruch kamen für die bereits gelieferten Uhren keine Geldeingänge mehr, worunter die Firma litt. Im Ersten Weltkrieg wurden daraufhin Kriegsgüter, vor allem Granatzünder, hergestellt.

### Insolvenz in der Zeit des Nationalsozialismus
Nach dem Ersten Weltkrieg waren die gewohnten Exportmärkte für die Winterhalder Präzisionsuhren durch Importzölle, Inflation, Weltwirtschaftskrise und Konkurrenten mit Massenprodukten nicht mehr aufnahmefähig. Der kaufmännische Geschäftsführer Linus Winterhalder versuchte im August 1932 durch eine Reise nach London das Exportgeschäft mit England wieder zu beleben, starb dort aber am 18. August 1932 an einem Hitzschlag mit Herzlähmung. Nach dem Tod von Linus Winterhalder musste die Firma Winterhalder & Hofmeier wenige Monate später aus Liquiditätsmangel im Jahr 1933 ihre Fertigung einstellen. Für die Fabrikräume wurde Zwangsverwaltung angeordnet. Das Anwesen Winterhalders in Neustadt wurde 1937 zwangsversteigert und ging an die Stadt Neustadt. Die Firma wurde am 2. Juni 1937 aus dem Handelsregister gestrichen.

## Historische Präzisionsuhren
Uhren von Winterhalder & Hofmeier sind mechanische Präzisionsuhren aus alter Schwarzwälder Handwerkskunst. Die Zifferblätter tragen römische Zahlen werden von einem massiven, geschnitzten Holzgehäuse umgeben. Die Uhren sind am Prägestempel W & H SCH erkennbar. Der Großteil ihrer Uhren wurde von 1850 bis 1933 gebaut. Die Stockuhren (Bracket Clocks) und Standuhren wurden hauptsächlich nach England, Irland und in die USA, aber vereinzelt auch nach Russland, Japan und China exportiert. Sie werden heute als Antiquitäten auf dem ehemaligen nordamerikanischen Exportmarkt gehandelt. In Deutschland gibt es in Schwärzenbach eine private Sammlung von Winterhalder-Uhren.